# Laminaria hyperborea
Espèce
Laminaria hyperborea, appelée aussi Laminaire nordique ou Laminaire rugueuse, est une espèce d'algues brunes de la famille des Laminariaceae.

## Description morphologique

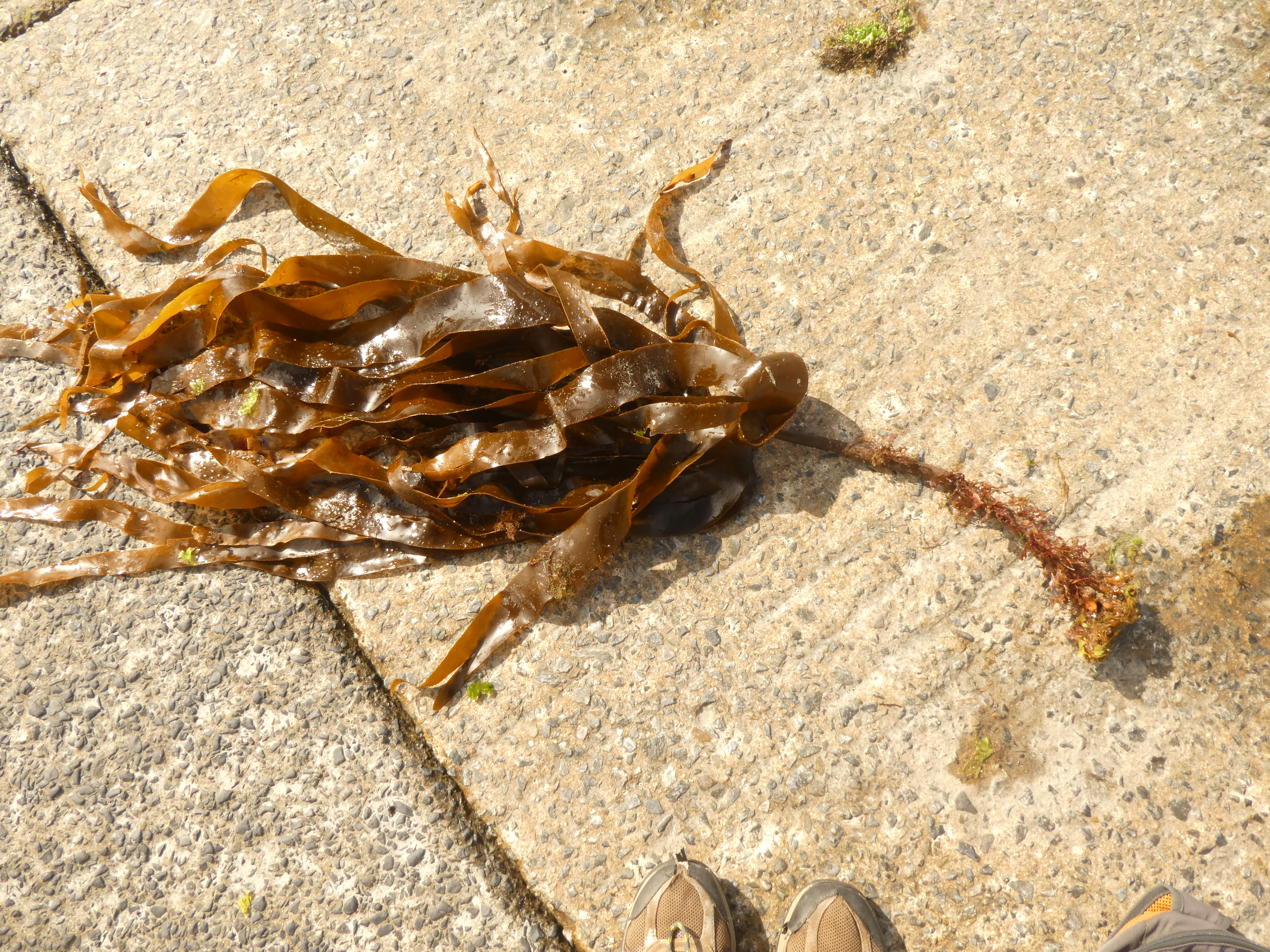
Le stipe rugueux est propice à la fixation d'une algue rouge épiphyte.

Son aspect est très semblable à celui de Laminaria digitata : le thalle est aussi constituée d'un crampon ramifié, surmonté d'un stipe, puis d'une fronde qui d'abord entière, se divise ensuite en lanières. Mais la base de la fronde de la Laminaire nordique est plus large et le stipe cylindrique, qui est rigide, cassant et rugueux au lieu d'être lisse, peut être beaucoup plus long (jusqu'à 2 m). Le thalle de l'algue peut atteindre 3 m de longueur totale. De plus, le crampon de la Laminaire nordique présente des ramifications qui s'implantent dans le sustrat en "échasses", ce qui est caractéristique de l'espèce.
Cette algue atteint souvent des durées de vie de plus de 10 ans, et peut atteindre 15 ans. L'âge peut être estimé par le décompte des anneaux de croissance visibles sur une section transversale de la base du stipe.

## Cycle de vie
Laminaria hyperborea telle que nous la voyons est en fait une de ses deux formes, qui  sont deux générations du cycle de vie de l'algue  : la forme macroscopique ou sporophyte, asexué. La période de reproduction s'étale de novembre à avril. Des zones fertiles brunes apparaissent sur le thalle au niveau des lanières puis s'étendent jusqu'à la base de ce dernier. À maturité, ces zones fertiles produisent des spores.
Ces spores se développent alors en filaments microscopiques, qui constituent la deuxième forme de l'algue  : la forme microscopique ou gamétophyte, qui lui est sexué (mâle ou femelle). Les gamètes libérés réaliseront une fécondation avec un autre gamète de la même espèce, et de cette fécondation naitra un nouveau sporophyte.

## Répartition et habitat
Laminaria hyperborea vit au niveau de l’étage infralittoral, en milieu battu à moyennement battu. Elle se développe sur des fonds rocailleux à une profondeur un peu plus importante que Laminaria digitata (dans les eaux très claires, elle peut pousser à près de 40 m de profondeur).
On trouve cette algue dans l'Atlantique Nord-Est (du Spitzberg au nord jusqu'au sud de la Bretagne au sud) et dans l'Atlantique Nord-Ouest.

## Rôle écologique
Cette algue sert de support à de nombreuses espèces marines, aussi bien animales que végétales. Le stipe rugueux permet l'accrochage de nombreuses espèces d'algues rouges épiphytes (Palmaria palmata, Rhodymenia pseudopalmata, Phyllophora crispa, Kallymenia reniformis, Callophyllis laciniata, Cryptopleura ramosa, Membranoptera alata, Phycodrys rubens) et d'invertébrés épibiontes (éponges encroûtantes comme Halichondria panicea) ou de bryozoaires (Bugula par exemple). Les échasses que forment les crampons sont souvent colonisées par des ascidies telles que Distomus variolosus).

## Systématique

### Étymologie
Les termes Laminaria et "laminaire" viennent du latin Lamina, la lame, en référence aux lanières du thalle. Les termes hyperborea ("du nord") et "nordique" font référence à sa répartition septentrionale,.

### Appellations vernaculaires
La Laminaire nordique a pour autres noms vernaculaires français Laminaire rugueuse, mais aussi anguillier (comme Laminaria digitata), baudrée, goémon d’avril ou mantelet.

### Noms scientifiques
Cette espèce a reçu d'autres appellations scientifiques, considérées comme synonymes mais non valides,:
- Fucus hyperboreus Gunnerus
- Hafgyria cloustoni (Edmonston) Areschoug
- Laminaria cloustoni Edmonston
- Laminaria flexicaulis Le Jolis

## Liste des formes
Selon Catalogue of Life (21 nov. 2012) :
- forme Laminaria hyperborea f. compressa

Selon World Register of Marine Species (21 nov. 2012) :
- forme Laminaria hyperborea f. cucullata P.Svensden & J.M.Kain, 1971